# Atelopus guanujo
Atelopus guanujo is een kikker uit de familie padden (Bufonidae) en het geslacht klompvoetkikkers (Atelopus). De soort werd voor het eerst wetenschappelijk beschreven door Luis Aurelio Coloma in 2002. Omdat de soort pas sinds recentelijk is beschreven wordt de kikker in veel literatuur nog niet vermeld.
Atelopus guanujo leeft in delen van Zuid-Amerika en komt endemisch voor in Ecuador. De kikker is bekend van een hoogte van 2600 tot 2923 meter boven zeeniveau. De soort komt in een relatief klein gebied voor en is hierdoor kwetsbaar. Door de internationale natuurbeschermingsorganisatie IUCN wordt de soort beschouwd als 'Kritiek'.
Atelopus guanujo heeft een oranjerode tot roodbruine lichaamskleur. De huid is wrattig. Mannetjes worden ongeveer 3 tot 3,7 centimeter lang, vrouwtjes worden groter tot 4,6 cm.